# El sapo huevero
El sapo huevero es un personaje fabuloso creado por el autor uruguayo Constancio C. Vigil cuya presencia tiene cierta recurrencia dentro de la propia literatura vigiliana,y que a la vez ocupó un rol secundario en los cuentos del autor aunque también logró aparecer como el personaje principal de un cuento corto publicado posteriormente en formato de minilibro. Su primera aparición es en el libro "Cuentos para niños" de 1927 y ya como personaje secundario en los cuentos de la hormiguita viajera y Botón Tolón publicados en el mismo año, donde se lo presenta como un sapo antropomorfo que viste un delantal o mameluco azul o blanco, portando un cajón o cesta de huevos que pregona a gritos para quienes deseen comprarlos. Actualmente el término sapo huevero basado en el cuento de Vigil, ha sido incorporado al diccionario para gente curiosa Educolingo.

## Características del personaje
El sapo huevero es descripto como un sapo mezquino, astuto y egoísta que roba principalmente huevos de hormiga, de caracoles de tierra, de agua, también huevos de mariposas y en ciertas ocasiones huevos de lagartijas que son los más caros, para venderlos a los demás animales. A la hora de alimentarse, el sapo no perdona a ningún insecto y traga cuanto tiene a su alcance, motivo por el cual un cascarudo le advierte a la Hormiguita Viajera acerca de la cercanía del sapo. Generalmente los animalessuelen advertir su presencia porque el sapo grita a viva voz "-¡Huevos!¡Huevos frescos!"
El artista Federico Ribas lo ilustró en al menos tres de las obras del autor que se editaron hasta los años 60s  mientras que posteriormente, Ayax Barnes y Raúl Stevano se encargaron de volver a ilustrarlo dentro de los cuentos Los Chanchín y La hormiguita viajera en una nueva tirada de libros infantiles de Vigil que sacó a la venta la editorial Atlántida durante los años 1970.  En las ilustraciones de Barnes y Stevano el sapo luce algo diferente estéticamente al personaje ilustrado originalmente por Federico Ribas.

## Cuentos en los que participa
- Cuentos para niños[4]
- La hormiguita viajera
- El sapo huevero[1]
- Los Chanchín[8]